# Liste der Kulturdenkmäler in Plascheid
In der Liste der Kulturdenkmäler in Plascheid sind alle Kulturdenkmäler der rheinland-pfälzischen Ortsgemeinde Plascheid aufgeführt. Grundlage ist die Denkmalliste des Landes Rheinland-Pfalz (Stand: 27. Juni 2022).

## Einzeldenkmäler
| Bezeichnung | Lage                   | Baujahr | Beschreibung                                  | Bild |
| ----------- | ---------------------- | ------- | --------------------------------------------- | ---- |
| Wegekreuz   | Hauptstraße Lage       | 1725    | Schaftnischenkreuz, bezeichnet 1725           | BW   |
| Wegekreuz   | südlich des Ortes Lage | 1762    | bildstockartiges Schaftkreuz, bezeichnet 1762 | BW   |